# Капризное облако
«Капризное облако» (кит. трад. 天邊一朵雲, упр. 天边一朵云, пиньинь Tiānbiān yī duǒ yún) — эротический арт-хаус мюзикл тайваньского кинорежиссёра Цай Минляна. Приз ФИПРЕССИ Берлинского кинофестиваля 2005 года, а также «Серебряный Медведь» за выдающийся вклад в искусство Цай Мин-Ляню за сценарий собственного фильма и мемориальная премия Альфреда Бауэра Цай Минляну за новаторство в искусстве создания фильмов.

## Сюжет
На Тайване засуха. Арбузы становятся и питьём, и пищей, и угощением, и афродизиаком. В многоквартирном доме пересекаются пути Сяо Кан и Шиан Чи. Она знала его, когда он продавал часы, а теперь он снимается в порнографических фильмах. Она же собирает пластиковые бутылки для воды.

## В ролях
| Актёр           | Роль                     |
| --------------- | ------------------------ |
| Ли Каншэн       | Сяо-кан                  |
| Чэнь Сянци      | Сянци                    |
| Лу Ицзин        | Мать Сяо-кана            |
| Ян Гуймэй       | Тайваньская порноактриса |
| Сумомо Ёдзакура | Японская порноактриса    |

## Интересные факты
- Фильм «Капризное облако» участвовал в конкурсе 55-го Берлинского кинофестиваля и завоевал приз ФИПРЕССИ. Создатель ленты Цай Минлян получил «Серебряного Медведя» за выдающийся вклад в искусство как сценарист и премию Альфреда Бауэра как режиссёр за новаторство в создании фильмов.
- Исполнитель главной роли Ли Каншэн во многих сценах снимался полностью обнажённым, ему пришлось выкрасить свои лобковые волосы в золотистый цвет по требованию режиссёра.